# Campeonato Pan-Americano de Ciclismo em Pista de 2016
O Campeonato Pan-Americano de Ciclismo em Pista celebrou-se em Aguascalientes, (México) entre 5 e 9 de outubro de 2016 baixo a organização da Confederação Pan-Americana de Ciclismo (COPACI) e a Federação Mexicana de Ciclismo.
As competições realizaram-se no Velódromo Bicentenario. Foram disputadas 19 provas, 10 masculinas e 9 femininas.

## Resultados

### Masculino
| Evento                    | Ouro                                                                       | Prata                                                                | Bronze                                                                     |
| ------------------------- | -------------------------------------------------------------------------- | -------------------------------------------------------------------- | -------------------------------------------------------------------------- |
| Velocidade individual     | Fabián Puerta                                                              | Jair Tjon En Fa                                                      | Santiago Ramírez                                                           |
| Velocidade por equipas    | Colômbia · Rubén Murillo · Fabián Puerta · Santiago Ramírez                | Argentina · Leandro Bottasso · Pablo Perruchoud · Juan Pablo Serrano | Canadá · Patrice Pivin · Joel Archambault · Stefan Ritter                  |
| Perseguição individual    | Eduardo Estrada                                                            | Jay Lamoureux                                                        | Edison Bravo                                                               |
| Perseguição por equipas   | Colômbia · Juan Arango · Brayan Sanchez · Eduardo Estrada · Wilmar Paredes | Canadá · Edward Veal · Aidan Caves · Jay Lamoureux · Adam Jamieson   | Chile · Antonio Cabrera · Edison Bravo · Nicolás González · Diego Ferreyra |
| 1 km contrarrelógio       | Santiago Ramírez                                                           | Diego Peña                                                           | Stefan Ritter                                                              |
| Carreira por pontos 40 km | Juan Arango                                                                | Manuel Rodas                                                         | Rubén Ramos                                                                |
| Scratch 15 km             | José Alfredo Santoyo                                                       | Zak Kovalcik                                                         | Edwing Sutherland                                                          |
| Keirin                    | Fabián Puerta                                                              | Leandro Bottasso                                                     | Kwesi Browne                                                               |
| Madison 50 km             | Chile · Antonio Cabrera · Edison Bravo                                     | Colômbia · Eduardo Estrada · Jordan Parra                            | Argentina · Ruben Ramos · Sebastian Trillini                               |
| Omnium                    | Aidan Caves                                                                | Julio Padilla                                                        | Zak Kovalcik                                                               |

### Feminino
| Evento                                                         | Ouro                                                                      | Prata                                                                   | Bronze                                                                   |
| -------------------------------------------------------------- | ------------------------------------------------------------------------- | ----------------------------------------------------------------------- | ------------------------------------------------------------------------ |
| Velocidade individual                                          | Jessica Salazar                                                           | Yuli Verdugo                                                            | Daniela Gaxiola                                                          |
| Velocidade por equipas                                         | México · Jessica Salazar · Yuli Verdugo                                   | Colômbia · Juliana Gaviria · Martha Bayona                              | Estados Unidos · Mandy Marquardt · Madalyn Godby                         |
| Perseguição individual                                         | Kelly Catlin                                                              | Marlies Mejias                                                          | Jasmin Glaesser                                                          |
| Perseguição por equipas                                        | Canadá · Jasmin Glaesser · Ariane Bonhomme · Kinley Gibson · Jamie Gilgen | México · Yareli Salazar · Mayra Rocha · Sofía Arreola · Jessica Bonilla | Chile · Javiera Reis · Constanza Paredes · Carolina Oyarzo · Paola Muñoz |
| 500 m contrarrelógio                                           | Jessica Salazar                                                           | Martha Bayona                                                           | Juliana Gaviria                                                          |
| Carreira por pontos 25 km                                      | Jasmin Glaesser                                                           | Arlenis Sierra                                                          | Ariane Bonhomme                                                          |
| Scratch 10 km                                                  | Yareli Salazar                                                            | Paola Muñoz                                                             | Arlenis Sierra                                                           |
| Keirin                                                         | Daniela Gaxiola                                                           | Juliana Gaviria                                                         | Martha Bayona                                                            |
| Madison 15 km (Evento de exibição, não se repartiram medalhas) | México · Mayra Rocha · Sofía Arreola                                      | Estados Unidos · Colleen Gulick · Christine Birch                       | Cuba · Marlies Mejias · Iraida Garcia                                    |
| Omnium                                                         | Marlies Mejias                                                            | Yareli Salazar                                                          | Lorena Colmenares                                                        |

## Medalheiro
| 1     | Colômbia          | 7  | 5  | 4  | 16 |
| 2     | México            | 6  | 3  | 1  | 10 |
| 3     | Canadá            | 3  | 2  | 4  | 9  |
| 4     | Cuba              | 1  | 2  | 1  | 4  |
| 5     | Chile             | 1  | 1  | 3  | 5  |
| 6     | Estados Unidos    | 1  | 1  | 2  | 4  |
| 7     | Argentina         | 0  | 2  | 2  | 4  |
| 8     | Guatemala         | 0  | 2  | 0  | 2  |
| 9     | Suriname          | 0  | 1  | 0  | 1  |
| 10    | Barbados          | 0  | 0  | 1  | 1  |
| 10    | Trinidad e Tobago | 0  | 0  | 1  | 1  |
| Total | Total             | 19 | 19 | 19 | 57 |